# Ixora woodii
Ixora woodii är en måreväxtart som beskrevs av Cornelis Eliza Bertus Bremekamp. Ixora woodii ingår i släktet Ixora och familjen måreväxter. Inga underarter finns listade i Catalogue of Life.